# アン・ライス
アン・ライス（Anne Rice、1941年10月4日生まれ、2021年12月11日（80歳没））は、アメリカ合衆国の小説家。
「ヴァンパイア・クロニクルズ」や「ザ・マミー」、「魔女の刻」シリーズなど、吸血鬼（ヴァンパイア）、ミイラ（マミー）、魔女をモチーフにした作品で知られる、ホラー小説、ゴシック小説、ファンタジー小説作家。主にゴシック系サブカルチャーを支持する青年層に大きな影響を与え、またSMのテーマにおいても作品を発表している。2002年12月9日に脳腫瘍で亡くなった詩人および画家スタン・ライスの妻で、作家クリストファー・ライスの母。

## プロフィール
ルイジアナ州ニューオーリンズに、郵便局職員の父ハワード・オブライエンと母キャサリンのもと、ハワード・アレン・フランセス・オブライエン（Howard Allen Frances O'Brien）として生まれた。アイルランド系カトリックの家庭環境下で生まれ育つ。幼かった彼女は男性的なファーストネームを気にしていたため、初めて入学した時にアンと名乗って以来、その名で通すようになった。5人姉妹の一人で、姉に作家のアリス・ボーシャートがいる。16歳の時に一家はテキサス州リチャードソンに転居し、リチャードソン高校に在学中に将来の夫スタン・ライスと出会った。テキサス女子大学と北テキサス大学で学んだのち、スタンと共にサンフランシスコ州立大学に転校し、学士号と修士号を得た。学部では政治学を専攻していた。1972年8月5日に長女ミシェルを白血病で失ったことをきっかけとして、1973年に脱稿した処女作『夜明けのヴァンパイア』（Interview With the Vampire）を1976年に出版、「ヴァンパイア・クロニクルズ」シリーズでベストセラー作家入りを果たす。
1994年に公開されたニール・ジョーダン監督、トム・クルーズ、ブラッド・ピット、アントニオ・バンデラスなどが出演する映画『インタビュー・ウィズ・ヴァンパイア』では脚本も担当し、大ヒットとなり世界的に著名な作家となった。2002年には続編映画『クイーン・オブ・ザ・ヴァンパイア』（シリーズ第2作、および同名の第3作が原作）が公開されている。
1989年にスタンがサンフランシスコ州立大学の教授職を退任したことをきっかけにサンフランシスコ・ベイエリアを離れ、ニューオーリンズのガーデン地区に転居した。
カトリックの影響を色濃く反映したその独特の非日常世界観で根強いファンを獲得する反面、その世界観に付き合えない者も多いという、人を選ぶ作風を持つ。
多数の著作を実名で出版しているが、アン・ランプリング（Anne Rampling）、A・N・ロクロール（A. N. Roqueloure）のペンネームも持つ。
『ニューヨーク・デイリーニュース』の記事によると、ライスの25冊の本の総売上は1億3600万部に達する。
夫スタンが亡くなったあと、2004年に住み慣れた家を売却し、息子の住むロサンゼルスに近いカリフォルニア州ランチョ・ミラージュに移った。ハリケーン・カトリーナ後のニューオーリンズの復興事業を強く支援している。

## 日本での受容状況
アン・ライスの名声は米国内では不動のものとして確立し、日本においても、最も名高い「ヴァンパイア・クロニクルズ」シリーズから別名義で書かれた官能小説的シリーズに至るまで、多数の著作が多くの種類にわたって翻訳されており、コンテンツ文化における、特に吸血鬼の表象については大きな影響を及ぼしている。しかし、「ヴァンパイア」シリーズも完訳には至っておらず、2003年以来新規の翻訳出版は為されていない。
これに関して、あるファンが続刊嘆願運動を起こそうとして、2004年に翻訳版元の一つ扶桑社に連絡をしたところ、翻訳権のライセンス料が高騰しているのでこれをまかなうことが難しい（他版元である徳間書店もおそらく同様）という旨の返答を受け取ったことを、ファンサイトで報告している。ライスは映画やブロードウェイでの舞台、TVドラマなどに進出していったが、キリスト教要素と密接に関連することが多いこともあってか、日本では『インタビュー・ウィズ・ヴァンパイア』に加えて続編の『クイーン・オブ・ザ・ヴァンパイア』が公開されたのみに終わっている。

## 主な著作

### ヴァンパイア・クロニクルズ
- 『夜明けのヴァンパイア（Interview With the Vampire）』 田村隆一訳、早川書房〈ハヤカワ文庫〉、1987年9月30日（原著1976年4月12日）（日本語）。ISBN 978-4-15-040464-2。
- 『ヴァンパイア・レスタト（The Vampire Lestat）』上、柿沼瑛子訳、扶桑社〈扶桑社文庫〉、1994年11月28日（原著1985年）（日本語）。ISBN 978-4-594-01612-8。
- 『ヴァンパイア・レスタト（The Vampire Lestat）』下、柿沼瑛子訳、扶桑社〈扶桑社文庫〉、1994年11月28日（原著1985年）（日本語）。ISBN 978-4-594-01613-5。
- 『呪われし者の女王（The Queen of the Damned）』上、柿沼瑛子訳、扶桑社〈扶桑社文庫〉、1995年10月27日（原著1988年10月）（日本語）。ISBN 978-4-594-01834-4。
- 『呪われし者の女王（The Queen of the Damned）』下、柿沼瑛子訳、扶桑社〈扶桑社文庫〉、1995年10月27日（原著1988年10月）（日本語）。ISBN 978-4-594-01835-1。
- 『肉体泥棒の罠（The Tales of the Body Thief）』上、柿沼瑛子訳、扶桑社〈扶桑社文庫〉、1996年9月27日（原著1992年）（日本語）。ISBN 978-4-594-02072-9。[5]
- 『肉体泥棒の罠（The Tales of the Body Thief）』下、柿沼瑛子訳、扶桑社〈扶桑社文庫〉、1996年9月27日（原著1992年）（日本語）。ISBN 978-4-594-02073-6。[6]
- 『悪魔メムノック（Memnoch the Devil）』上、柿沼瑛子訳、扶桑社〈扶桑社文庫〉、1997年11月27日（原著1995年7月3日）（日本語）。ISBN 978-4-594-02379-9。[7]
- 『悪魔メムノック（Memnoch the Devil）』下、柿沼瑛子訳、扶桑社〈扶桑社文庫〉、1997年11月27日（原著1995年7月3日）（日本語）。ISBN 978-4-594-02380-5。[8]
- 『美青年アルマンの遍歴（The Vampire Armand）』 柿沼瑛子訳、扶桑社、2000年8月29日（原著1998年10月10日）（日本語）。ISBN 978-4-594-02961-6。[9]
- Interview with the Vampire: Claudia's Story (2012)
- Prince Lestat (2014)
- Prince Lestat and the Realms of Atlantis (2016)
- Blood Communion: A Tale of Prince Lestat (2018)

### ヴァンパイア・クロニクルズ外伝
- 『パンドラ、真紅の夢（Pandora）』 柿沼瑛子訳、扶桑社〈扶桑社文庫〉、2002年5月28日（原著1998年3月2日）（日本語）。ISBN 978-4-594-03573-0。[10]
- 『呪われた天使、ヴィットーリオ（Vittorio the Vampire）』 柿沼瑛子訳、扶桑社〈扶桑社文庫〉、2003年10月1日（原著1999年3月16日）（日本語）。ISBN 978-4-594-04151-9。[11]

### メイフェア家の魔女たち
- 『魔女の刻（とき）（The Witching Hour）』 広津倫子訳、徳間書店〈徳間文庫〉、1992年12月（原著1990年10月19日）（日本語）。ISBN 978-4195774144。
- 『メイフェア家の魔女たち（The Witching Hour）』 広津倫子訳、徳間書店〈徳間文庫〉、1993年6月（原著1990年10月19日）（日本語）。ISBN 978-4195676189。
- 『魔性の棲む家（The Witching Hour）』 広津倫子訳、徳間書店〈徳間文庫〉、1994年2月（原著1990年10月19日）（日本語）。ISBN 978-4198900809。
- 『悪魔の花嫁（The Witching Hour）』 広津倫子訳、徳間書店〈徳間文庫〉、1994年8月（原著1990年10月19日）（日本語）。ISBN 978-4198901776。
- 『ラシャー -続 魔女の刻（Lasher）』上、広津倫子訳、徳間書店〈徳間文庫〉、1996年2月（原著1993年9月12日）（日本語）。ISBN 978-4198904708。
- 『ラシャー -続 魔女の刻（Lasher）』下、広津倫子訳、徳間書店〈徳間文庫〉、1996年4月（原著1993年9月12日）（日本語）。ISBN 978-4198904975。
- 『タルトス（Taltos）』Alfred A. Knopf、 (1994年9月19日)（英語)。ISBN 978-0679425731。

### ヴァンパイアとメイフェア家のクロスオーバー作品
以下の作品から、メイフェア家の魔女たちがヴァンパイア・クロニクルズの人物として作中に登場する。
- Merrick （2000年）
- Blood and Gold （2001年）
- Blackwood Farm （2002年）
- Blood Canticle （2003年）

### キリストの生涯
- Christ the Lord: Out of Egypt （2005年）
- Christ the Lord: The Road to Cana （2008年）
- Christ the Lord: The Kingdom of Heaven（出版日未発表）

### 熾天使の歌声
- Angel Time （2009年）
- Of Love and Evil （2010年）

### 単独作品集
- The Feast of All Saints （1979年）
- 『トニオ、天使の歌声（Cry to Heaven）』上、柿沼瑛子訳、扶桑社〈扶桑社文庫〉、2001年10月26日（原著1982年）（日本語）。ISBN 978-4-594-03295-1。[12]
- 『トニオ、天使の歌声（Cry to Heaven）』下、柿沼瑛子訳、扶桑社〈扶桑社文庫〉、2001年10月26日（原著1982年）（日本語）。ISBN 978-4-594-03296-8。[13]
- 『ザ・マミー（The Mummy）』上、広津倫子訳、徳間書店〈徳間文庫〉、1997年2月（原著1989年5月6日）（日本語）。ISBN 978-4198906474。
- 『ザ・マミー（The Mummy）』下、広津倫子訳、徳間書店〈徳間文庫〉、1997年2月（原著1989年5月6日）（日本語）。ISBN 978-4198906481。
- 『彷徨者アズリエル（Servant of the Bones）』 渋谷比佐子訳、扶桑社、2000年2月25日（原著1996年）（日本語）。ISBN 978-4-594-02852-7。[14]
- 『幻のヴァイオリン（Violin）』 浅羽莢子訳、扶桑社、1999年12月1日（原著1997年10月15日）（日本語）。ISBN 978-4-594-02837-4。[15]

### 短篇集
- October 4, 1948 （1965年）
- Nicholas and Jean （first ch. 1966年）
- 『ランプリング・ゲートの主（The Master of Rampling Gate）』 嶋田洋一訳、竹書房〈竹書房文庫〉、1992年8月（原著1982年）（日本語）。ISBN 978-4884751555。

### ノンフィクション
- Called Out of Darkness: A Spiritual Confession （2008年） (autobiographical)

### アン・ランプリング名義
- Exit to Eden （1985年）
- Belinda （1986年）

### A・N・ロクロール名義
- A・N・ロクロール 『眠り姫、官能の旅立ち（The Claiming of Sleeping Beauty）』 柿沼瑛子訳、扶桑社〈扶桑社文庫〉、1998年9月28日（原著1983年）（日本語）。ISBN 978-4-594-02563-2。[16]
- A・N・ロクロール 『眠り姫、歓喜する魂（Beauty's Punishment）』 柿沼瑛子訳、扶桑社〈扶桑社文庫〉、1999年2月25日（原著1984年）（日本語）。ISBN 978-4-594-02655-4。[17]
- A・N・ロクロール 『至上の愛へ、眠り姫（Beauty's Release）』 柿沼瑛子訳、扶桑社〈扶桑社文庫〉、1999年5月27日（原著1985年）（日本語）。ISBN 978-4-594-02698-1。[18]

## 映画
- インタビュー・ウィズ・ヴァンパイア（1994年）脚本/原作
- アン・ライスの囁く骨（1997年、TVM） 製作総指揮/原案
- クイーン・オブ・ザ・ヴァンパイア（2002年） 原作